# Diachasma australe
Diachasma australe är en stekelart som först beskrevs av Fischer 1966.  Diachasma australe ingår i släktet Diachasma och familjen bracksteklar. Inga underarter finns listade i Catalogue of Life.